# Et Væddeløb om Lykken
Et Væddeløb om Lykken er en amerikansk stumfilm fra 1922 af Henry Lehrman.

## Medvirkende
- Owen Moore som Richard Boyd
- Pauline Garon som Pauline Blake
- Tom Wilson som Sam
- Tôgô Yamamoto som J. Young
- Frank Wunderlee som Ferguson
- Robert Cain som Andrew Dunn
- Nita Naldi som Nita
- Mickey Bennett